# دوري هونغ كونغ لكرة القدم 1990–91
دوري هونغ كونغ لكرة القدم 1990–91 هو الموسم 46 من دوري هونغ كونغ لكرة القدم ‏. كان عدد الأندية المشاركة فيه 10، وفاز فيه نادي جنوب الصين.